# Leverriska
Leverriska (Lactarius hepaticus) är en svampart som beskrevs av Plowr. 1905. Leverriska ingår i släktet riskor och familjen kremlor och riskor.  Arten är reproducerande i Sverige. Inga underarter finns listade i Catalogue of Life.

## Källor

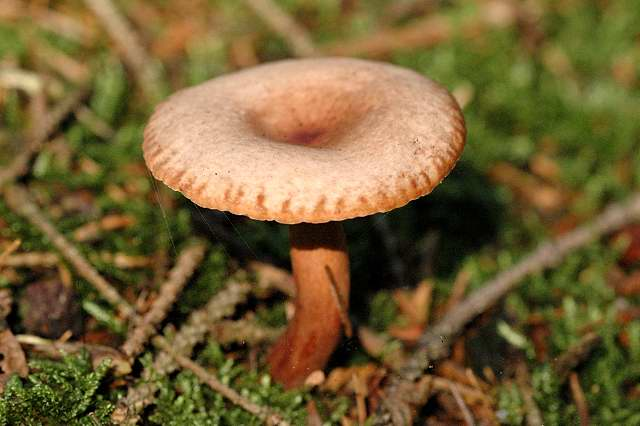
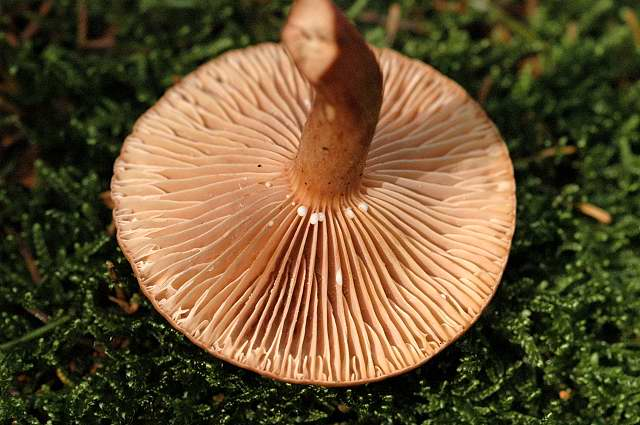